# Team Vorarlberg/Saison 2011
Dieser Artikel listet Erfolge und Mannschaft des Radsportteams Team Vorarlberg in der Saison 2011 auf.

Das Team-Trikot der Saison 2011

## Erfolge in der UCI Europe Tour
| Datum    | Rennen                                           | Kat. | Sieger         |
| -------- | ------------------------------------------------ | ---- | -------------- |
| 23. Juni | Schweizer Meisterschaft – Einzelzeitfahren (U23) | CN   | Silvan Dillier |

## Abgänge – Zugänge
| Zugänge             | Team 2010               | Abgänge             | Team 2011                |
| ------------------- | ----------------------- | ------------------- | ------------------------ |
| Ermanno Capelli     | Footon-Servetto         | Clemens Fankhauser  | Champion System          |
| Enrico Peruffo      | Carmiooro NGC           | Christoph Sokoll    | RC ARBÖ Gourmetfein Wels |
| Raivis Belohvoščiks | Ceramica Flaminia       | Sebastian Baldauf   | Team NSP                 |
| Carlo Scognamiglio  | ISD-Neri                | Martin Schöffmann   | WSA-Viperbike Kärnten    |
| Stefan Pöll         | ARBÖ KTM-Gebrüder Weiss | Phillipp Ludescher  | Karriereende             |
| Dominik Brändle     | Tyrol Team              | Sebastian Siedler   | Karriereende             |
| Silvan Dillier      | Neoprofi                | Piergiorgio Camussa | Unbekannt                |
| Kajetan Fricke      | Neoprofi                |                     |                          |

## Mannschaft
| Name                | Geburtstag        | Nationalität |
| ------------------- | ----------------- | ------------ |
| Raivis Belohvoščiks | 21. Januar 1976   | Lettland     |
| Josef Benetseder    | 10. Februar 1983  | Österreich   |
| Dominik Brändle     | 1. November 1989  | Österreich   |
| Ermanno Capelli     | 9. Mai 1985       | Italien      |
| Silvan Dillier      | 3. August 1990    | Schweiz      |
| Kajetan Fricke      | 25. Oktober 1992  | Deutschland  |
| Reto Hollenstein    | 22. August 1985   | Schweiz      |
| Dominik Hrinkow     | 4. August 1988    | Österreich   |
| Enrico Peruffo      | 1. August 1985    | Italien      |
| Stefan Pöll         | 28. Juli 1986     | Österreich   |
| Carlo Scognamiglio  | 31. Mai 1983      | Italien      |
| Matic Strgar        | 26. Juli 1982     | Slowenien    |
| René Weissinger     | 11. Dezember 1978 | Deutschland  |

## Platzierungen in UCI-Ranglisten
UCI Asia Tour 2011
|      | Fahrer           | Punkte |
| ---- | ---------------- | ------ |
| 216. | René Weissinger  | 10     |
| 235. | Reto Hollenstein | 8      |

UCI Europe Tour 2011
|       | Fahrer           | Punkte |
| ----- | ---------------- | ------ |
| 247.  | Reto Hollenstein | 63     |
| 987.  | René Weissinger  | 6      |
| 1064. | Matic Strgar     | 5      |
| 1064. | Silvan Dillier   | 5      |